# 中秋節
中秋節（ちゅうしゅうせつ、拼音: Zhōngqiū jié）とは、中国発祥の東アジアの伝統的な行事のひとつで、旧暦（農暦）の8月15日に行われる。グレゴリオ暦では9月または10月にあたる。とくに中華圏では春節、清明節、端午節とならぶ重要な行事であり、中華人民共和国と中華民国では定祝日になっている（香港・マカオでは中秋節の翌日が祝日）。

## 中国
十五夜の月を鑑賞する慣習は古代中国に由来する。漢時代に民間で広まり、唐時代に八月十五日に定着したと言われている。唐代には8月15日の月をうたった詩は多いものの、まだ中秋節という特定の節日があった形跡はなく、宋代にいたって中秋節が8月15日に固定された。宋代随一の詩人、蘇軾（そしょく）は中秋の月を宝玉の皿にたとえた。「暮雲収め尽くして清寒（せいかん）溢（あふ）れ 銀漢（ぎんかん）声無く玉盤（ぎょくばん）を転ず」。南宋の『東京夢華録』や『夢粱録』には8月15日の中秋節に人々が月を鑑賞したり宴会を開いたりすることを記す。
なお、円仁『入唐求法巡礼行記』に、八月十五日の節について「新羅にのみある節である」と記していることから、中秋節が朝鮮から中国に伝わったという説がある（韓国起源説を参照）。だが前後の文を読めば、簡単に「諸国にはこの節はないが新羅のみにある節である」と書かれていることがわかる。
中秋節が8月15日で定着した背景には、唐代（玄宗朝以降）の天長節と日付が近かったことがあるとの説もある。
中華人民共和国では長らく中秋節は祝日ではなかったが、2008年から清明節・端午節とともに祝日に加えられた。月餅を食べる慣習がある。

### 台湾
台湾では中秋節は重要な民俗行事であり、中華民国の祝日に指定されている。月見しながら月餅やブンタン（文旦）を食べる習慣がある。地方文化としては、高雄市美濃区にある客家(ハッカ)民族の集落では丸カモ（アヒル）を絞めて食べる習慣や、宜蘭では小麦粉を練って中に黒糖を塗って焼いた「菜餅」を食べる習慣がある。また、台湾南部ではおもちや火鍋を食べる風習もある。旧暦8月15日も「土地公」と「太陰星君」の誕生日で、当日に土地公と太陰星君は祀られる。土地公(福徳正神)は土地の守り神とされ、台湾の人々に広く親しまれている神様であると同時に、財神の役割も兼務し、土地公に五穀豊穣や商売繁盛や、家内安全までも願ってお祈りする。特に土地公にお餅をお供えする。もちもち、べたべたで、土地公が召し上がる時、長くて白い鬚に粘り着き、お金と幸運も序でに祈願者の身に粘着してきてもらう。台湾の農民は水田や畑のあぜ道で「土地公枴」という竹ざおを挿す。竹ざおをちょっと少し切り分け、クリップのようにウチカビと線香を挟んで、杖として、土地公に捧げる。
古くは太陽に対して、太陰と呼ばれる月を支配する神様は、太陰星君という女神である。一般にいう不老不死の薬を盗んで飲み干し月に逃げた仙女「嫦娥」とごちゃ混ぜになってしまったが、実際は関係がない。「月下老人」のように太陰星君も縁結びの神様であるが、男女問わず良縁が求められることではない。昔から男性は月に願って祀ることは認められていないので、月に向かって願い事を言うのは女性のための儀式である。
1980年代中期から、中秋節の夜に屋外でバーベキューするという楽しみ方も増えている。その起源は諸説あるが、CMの影響や、お月見の最中に腹が減るからだと言われている。この習慣は、この年代の経済発展と生活の西洋化が、伝統的な風習まで影響を及ぼしたことを証明している。
嘉義で、中秋節の夕方の後、ブンタンを持ち、室内に居て、外に向かい、入り口の敷居で包丁でブンタンの頭の部分を切りながら、「ブンタンの頭を切り、盗賊の頭を切り」と唱え、泥棒が来ないように祈る。
博餅:台湾語はPo̍ah-piáⁿ「跋餅」である。跋はギャンブルの意味。鄭成功は満清王朝と厦門で戦っているところ、中秋節が来ると、部下や軍隊は家族と団欒できず、もっとホームシックになるので、博餅というゲームを発想して、皆楽しく遊んでいて、ホームシックを忘れたそうである。丼椀にサイコロを投げ、出た目の組み合わせによって、月餅は景品としてゲットする。主に離島の金門県で行い、台湾本土の一部地域もまだこの風習を守っている。
水汴頭澹仔火迎暗景:雲林県の崙背郷、二崙郷にいる詔安弁の客家語を話す客家民族は、中秋節の夜にたいまつ（トーチ）を持ち、町内を巡りの風習である。昔は防犯のため、パトロールしていたが、今はもうパレードになるイベントだった。
焼塔：日本のお火焚き祭りに似ている。離島の馬祖（連江県）で行う。軍事管理時期に、民間から夜の光を出すことは禁止され、一度絶えてしまったが、近年南竿郷の鉄板村で復活させた。レンガと瓦で組み合わせ、積み重ね、1~3メートル屋根が無い、井戸の形の塔が作り、上の口に可燃物を投げ入れ、燃えていた。古いことが去り、新しいことが迎えられるように願う。昔、捨てられた棺の板や便所の板など、竈（かまど）の燃料として燃えたら、不吉なので、中秋節の夜に集め、焼塔で燃やす。現代は、願い事や嫌なことを書いた短冊を塔に入れ、火を付け、燃やしていた。諸願成就や悪星退散や無病息災など願う。焚き上げられ、炎が立ち上る様子は圧巻である。炎が大きければ大きいほど、運勢が良いと言われる。

## 日本
中国から中秋の十五夜に月見の祭事が伝わると、平安時代頃から貴族などの間で観月の宴や、舟遊び（直接月を見るのではなく船などに乗り、水面に揺れる月を楽しむ）で歌を詠み、宴を催した。また、平安貴族らは月を直接見ることをせず、杯や池にそれを映して楽しんだという。
現代では、月が見える場所などに、薄（すすき）を飾って月見団子・里芋・枝豆・栗などを盛り、御酒を供えて月を眺める（お月見料理）。この時期収穫されたばかりの里芋を供えることから、十五夜の月を特に芋名月（いもめいげつ）と呼ぶ地方もある。一方、沖縄ではふちゃぎ（吹上餅）を作って供えている。また仏教寺院では、豊作を祈る満月法会を催すところもある。
この他にも戦前から昭和中期にかけて（ところによって今日でも）、子供達が近隣の各家に供えてある月見団子や栗・柿・枝豆・芋・菓子類をその家人に見つからないように盗って回り、その年の収穫を皆で祈る（祝う）「お月見泥棒」という風習もあった（家人は子供たちの行いを見つけても見ない素振りをした）。
地方によっては中秋に綱引きや相撲を行う。
沖縄県宮古島では、人頭税が課せられていた時代から、旧暦8月15日の十五夜に、その年の租税の完納を祝うとともに、翌年の五穀豊穣を願う豊年祭が各地で行われている。宮古島市上野村野原では、午前中に御嶽で礼拝し、夜には観月会をした後に青年男性の棒踊と婦人の輪踊りが行われるマストリャーという行事が行われ、国の選定無形民俗文化財に選定されている。

## ベトナム

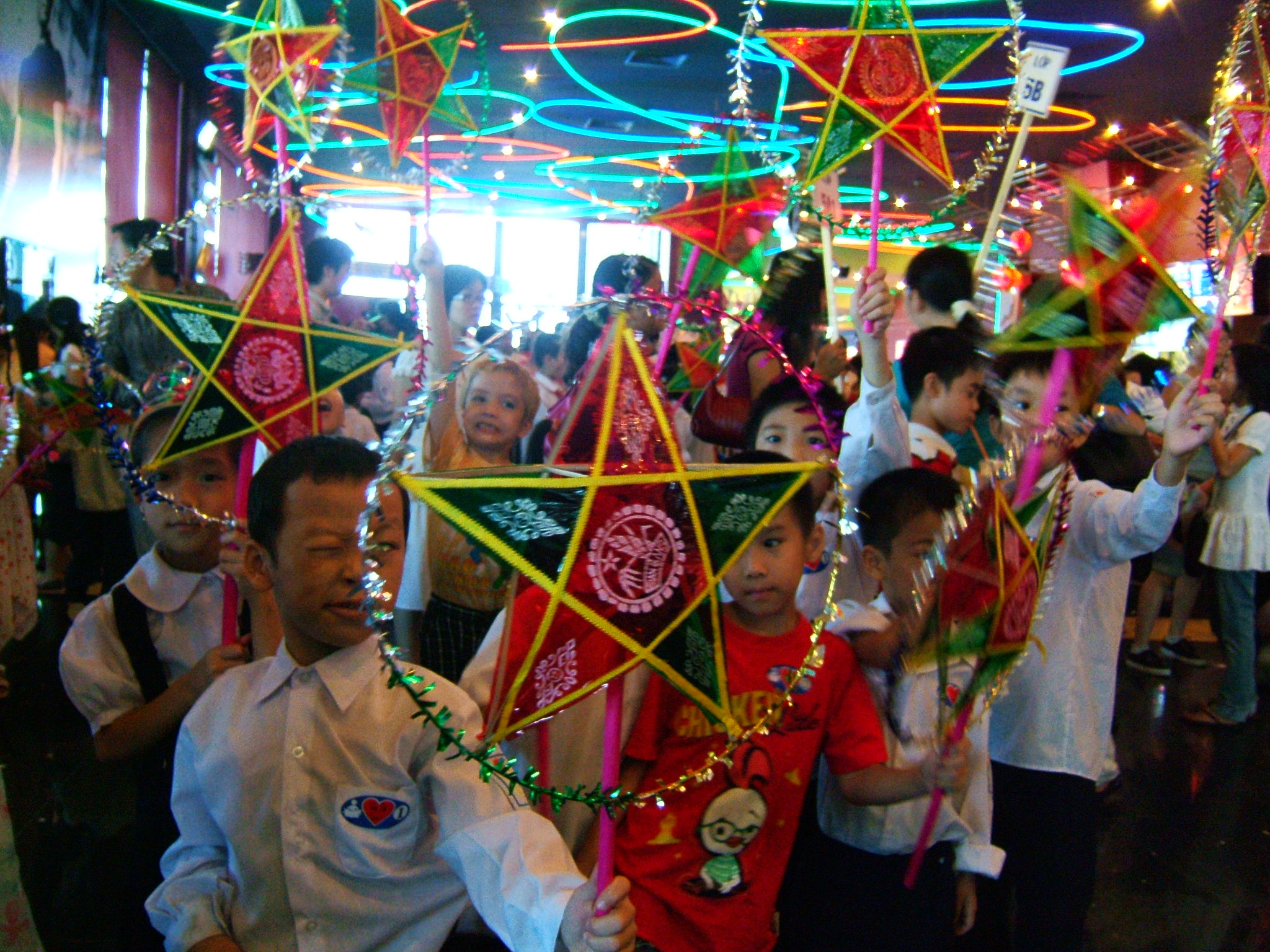
伝統的な五芒星の灯籠を持ち中秋節を祝うベトナムの子供たち

ベトナムでは、（ベトナム語：Tết Trung Thu / 節中秋*?）または（ベトナム語：Tết Trông trăng*?）と呼ぶ。これはクオイ（Cuội）の伝説が起源となっている。彼の妻はうっかり聖なるガジュマルの木に尿をして、木を冒涜してしまう。そしてその木の枝に座った時、木は成長を始め、とうとうクオイの妻を載せたまま月まで伸びてしまった。毎年中秋節の間、子供たちは灯籠を灯して行列を作り、クオイの妻に地上へ帰る道を教えている。ベトナムの月餅は、無論丸いものもあるが、四角いものが多い。ベトナム由来のクオイの妻の物語の他に、嫦娥や登竜門の伝説も広く語られる。
他の重要な行事は、中秋節の前や最中に行われる獅子舞である。獅子舞は、アマチュアの子どもチームと訓練されたプロの両方によって踊られる。獅子舞のグループは通りで踊り、家を訪れては踊ってもいいか尋ねる。もし許可があれば、獅子が家の中に入って踊り、家のために幸運を祈る。家主は感謝を込めて、ご祝儀の金銭を渡す。
中国と同じく、中秋節には月餅を食べる習慣がある。
ベトナムでは他の地域と違い、中秋節は子供の為の祭りと見なされている。古来ベトナムでは子供は純粋で無邪気なため、聖なる自然の世界と近いとされていた。子供達の近くに居ることは精霊や神とつながる道とされた。当日の晩、獅子舞の獅子を子供に買い与え、子どもは友達とそれで遊ぶ。また子供たちは、鯉の灯籠を持って遊びに出かけるが、これは登竜門の故事にちなんでいる。

## 朝鮮半島
韓国では、旧暦8月15日に行う秋夕（チュソク、朝鮮語: 추석）という、中秋節の行事があり、日本のお盆と同様に墓参りなどを行う。朝鮮民主主義人民共和国でも祝日になる。